# Marsios

Tribus Germanas 50 d. C.

Los marsios o márseros (en alemán: Marser) eran un pequeño pueblo germánico asentado entre los ríos Rin, Rur y Lippe, en el noroeste de la actual Alemania.
Tácito los menciona en muchas ocasiones, en particular en el contexto de las guerras de Germania. Formaron parte de la coalición tribal del caudillo guerrero Arminio, de los queruscos, que en el año 9 d. C. aniquiló tres legiones romanas bajo el mando de Varo en la batalla del bosque de Teutoburgo.
Germánico, enviado por Roma para vengar la derrota y para mitigar el efecto negativo de esta en el ejército, invadió las tierras de los marsos en el 14 d. C. con doce mil legionarios, veintiséis cohortes de auxiliares y ocho escuadrones de caballería. Los marsos se encontraban celebrando las fiestas de sus diosa Tamfana y en su mayoría estaban demasiado borrachos como para responder efectivamente al ataque sorpresa romano, por lo cual fueron masacrados. Según Tácito (Anales 1,51), un área de cincuenta millas romanas fue arrasada a sangre y fuego y «ningún sexo ni edad encontraron piedad». Las tropas de Germánico recobraron una de las águilas de las legiones de Varo. Sin embargo, la campaña y sus consecuentes matanzas (la segunda gran carnicería la sufrieron los catos en la primavera del 15 d. C.), agitó a las tribus y las impelió a unirse contra los invasores romanos, pese a las guerras intestinas que habitualmente las enfrentaban entre sí. Tras dos años más de campaña, Roma abandonó definitivamente sus esfuerzos por someter la región y la abandonó.